# Verwaiste Eltern
Verwaiste Eltern bezeichnet Eltern, die ein Kind verloren haben.
Der aus dem Buch von Harriet Schiff übernommene deutsche Begriff verwaiste Eltern wurde zur Bezeichnung für Eltern, die ein Kind durch Tod verloren haben. Ebenso bezeichneten sich Selbsthilfegruppen dieser Eltern so. Der Name wurde von entstandenen Vereinen übernommen, später vom 1997 gegründeten Bundesverband Verwaiste Eltern in Deutschland e. V.
Der Begriff verwaiste Eltern wurde von Friedrich Rückert geprägt, dessen Kinder Ernst und Louise 1833 im Alter von drei bzw. fünf Jahren an Scharlach starben. Im Andenken an sie schrieb er 446 Kindertodtenlieder, von denen Gustav Mahler 1905 fünf vertonte. In einem der Lieder findet sich die Stelle „… da saßen wir nun, verwaiste Eltern“.
Übernommen wurde der Begriff 1978 in einem deutschen Buchtitel von Harriet S. Schiff, im englischen Original The Bereaved Parent.
Der Tod eines Kindes wird – anders als der eines älteren Menschen – grundsätzlich als „unnormal“ empfunden und so stehen Angehörige, Freunde, Bekannte, aber auch Behörden und helfende Berufe, wie etwa Bestatter und Rettungsdienste den verwaisten Eltern oft hilflos gegenüber. Der Verlust eines Kindes stürzt die zurückgelassene Familie oft in eine schwere Krise. Das geschieht in den unterschiedlichen Konstellationen, wenn ein Kind während der Schwangerschaft, während der Geburt oder in der Zeit danach (Sternenkinder), im Säuglingsalter (zum Beispiel durch plötzlichen Kindstod), aber auch in späteren Lebensphasen bis ins Erwachsenenalter stirbt. Ebenso sind in der Situation dabei die unterschiedlichsten Todesursachen einbezogen, wie schwere Krankheit, Unfall, Suizid oder ein Tötungsdelikt.
Die Trauer um das verstorbene Kind wird besonders intensiv und qualvoll empfunden und hält oft viele Jahre an. Sie verläuft häufig zyklisch. Geburtstage, Jahrestage, aber auch alltägliche Begebenheiten und Begegnungen fördern immer wieder Erinnerungen an das Kind zu Tage und lassen den Verlust (wie in anderen Trauerkonstellationen auch) schmerzhaft bewusst werden.

## Entwicklung aus der Selbsthilfebewegung
1968 bildete sich in Großbritannien eine zunächst lose Verbindung von betroffenen Eltern, die am 29. Januar 1969 die Society of The Compassionate Friends gründeten. Weltweit existieren zahlreiche ähnliche Organisationen. In Deutschland bildeten sich erste Gruppierungen in den 1980er Jahren, die sich teilweise in der Gründung von Vereinen weiter entwickelten, wie etwa 1983 die Initiative Regenbogen, 1990 die Vereine Verwaiste Eltern München e. V. und Verwaiste Eltern Hamburg e. V. sowie 1993 Verwaiste Eltern Steinhagen e. V.